# Guadalajara (Jalisco)
Guadalajara je glavni grad meksičke pokrajine Jalisco i drugi grad po veličini u Meksiku. U Guadalajari je razvijena elektronička i informatička industrija i moderna visoka tehnologija, te se naziva „Meksičkom Silicijskom dolinom”. Sjedište je istoimene nadbiskupije.

## Povijest
Guadalajaru je 1531. osnovao španjolski istraživač Cristóbal de Oñate. Njega je poslao konkvistador Nuño de Guzmán. Grad je nazvan prema gradu Guadalajara u Španjolskoj (rodni grad Nuño de Guzmána). Grad je izvorno podignut na brdu Mesa del Cerro, a 1533. i 1535. je premješten na novu lokaciju (na staroj je nedostajalo vode i bile su nepovoljne vremenske prilike). 1541. je grad ponovo premješten zbog napada Indijanaca. Guadalajara je bila glavni grad regije Nova Galicija unutar Potkraljevstva Nova Španjolska.
Od 1813. je Guadalajara dio nezavisnog Meksika. 1818. i 1875. su grad pogodili potresi. U drugoj polovici 20. st. se u gradu jače razvija industrija i trgovina, te se gradi infrastruktura. Do kraja 20. st. se jače razvija moderna tehnologija. 22. travnja 1992. je došlo do velike eksplozije plina koji je ušao u gradsku kanalizaciju i pritom su razorene mnoge ulice i zgrade u gradu i poginulo je preko 200 ljudi. Nakon toga dolazi do zastoja u industrijskom razvoju grada (posebno zbog krize 1994).

## Zemljopis
Guadalajara se nalazi u zapadnom dijelu Meksika. Smještena je u dolini Valle de Atemajac između planina Sierra Madre i Meksičke visoravni. Nalazi se na 1600 m nadmorske visine. Grad je sagrađen na vulkanskim stijenama. U blizini se nalazi najveće meksičko slatkovodno jezero Chapala. Klima je blaga zbog položaja u višem reljefu. Grad sa svojom povezanom okolicom čini aglomeraciju Metropolitanski prostor Guadalajare.

## Znamenitosti
Guadalajara planira biti značajan turistički centar. Turiste želi privući kombinacijom tradicionalne i moderne arhitekture i umjetnosti. Od tradicionalne arhitekture koja je građena u španjolskom kolonijalnom stilu se ističe neoklasicistička katedrala Uznesenja Blažene Djevice Marije s neogotičkim tornjevima. U gradu se nalazi i najstariji i najveći hospicij u Latinskoj Americi, Hospicij Cabañas (Hospicio Cabañas) koji je upisan na popis svjetske baštine UNESCO-a. Postoji povijesno groblje Panteón de Belén oko kojeg kruže brojne legende. U centru grada se ulice križaju pod pravim kutom (tipična kolonijalna gradnja). Značajna je fontana Minerva i slavoluk Los Arcos.
Na brdu iznad grada se gradi moderni Guggenheimov muzej u postmodernom stilu. Postoji kompleks modernih građevina Puerta de Hierro (Željezna vrata). Sagrađena je moderna koncertna dvorana Auditorio Telmex.

## Vanjske poveznice
- Službene stranice Grada Guadalajare  Arhivirana inačica izvorne stranice od 2. listopada 2016. (Wayback Machine)